# تيري ستيفنز (سياسي)
تيري ستيفنز (بالإنجليزية: Terry Stephens)‏ هو مسير أعمال وسياسي أسترالي، ولد في 11 يونيو 1959. حزبياً، نشط في حزب أستراليا الليبرالي (فرع جنوب أستراليا) ‏. وقد انتخب عضو مجلس جنوب أستراليا التشريعي وقد انضم خلال فترته النيابية ‏ (9 فبراير 2002 – ) للكتلة البرلمانية حزب أستراليا الليبرالي (فرع جنوب أستراليا) ‏.